# Schlacht bei Verchen
In der Schlacht bei Verchen, einem Ort am nordöstlichen Ufer des Kummerower Sees, besiegte am 6. Juli 1164 die Vorhut des sächsischen Heeres ein zahlenmäßig stark überlegenes slawisches Heer aus Abodriten und Pomoranen.

## Vorgeschichte
Nach dem Tod seines abodritischen Vasallen Niklot hatte Heinrich der Löwe mit der Einrichtung einer unmittelbaren Verwaltung des Abodritenlandes durch sächsische Amtsträger den erbrechtlich legitimierten Anspruch des Niklotsohnes Pribislaw auf die Herrschaft übergangen. Pribislaw zog sich nach dem Verlust der Burg Werle 1163 mit seinem Gefolge ins vorpommersche Exil nach Demmin zurück. 1164 gelang es ihm, die Burgen Mecklenburg, Quetzin und Malchow zurückzuerobern. Daraufhin entschied sich Heinrich der Löwe für einen groß angelegten Feldzug gegen Demmin, um Pribislaw die Rückzugsbasis und die Unterstützung der pommerschen Fürsten Kasimir I. und Bogislaw I. zu nehmen. Zeitgleich sollte der mit Heinrich verbündete Dänenkönig Waldemar der Große verhindern, dass sich das auf Rügen lebende Volk der Ranen dem Aufstand Pribislaws anschließen konnte. In Malchow machte Heinrich mit dem Hauptheer Rast und ließ Pribislaws Bruder Wertislaw, der sich seit Dezember 1162 in Geiselhaft befand, öffentlich aufhängen. Einen Teil des Heeres unter Führung der Grafen Adolf II. von Holstein, Reinold von Dithmarschen, Gunzelin von Schwerin und Christian I. von Oldenburg sandte Heinrich in Richtung Demmin voraus. Diese Vorhut schlug Anfang Juli 1164 bei Verchen am Kummerower See ein Lager auf.

## Der Verlauf der Schlacht
Nachdem das in Demmin versammelte abodritisch-pomoranische Heer das Eintreffen der bei Verchen lagernden Vorhut bemerkt hatte, entsandten die slawischen Fürsten Unterhändler, die mit Graf Adolf II. die Vermittlung von Friedensbedingungen aushandeln sollten. Ihre ungeschickte Verhandlungsführung – sie boten zunächst 3000, dann nur noch 2000 Silbermark für einen Frieden an – führten jedoch nur zur Verärgerung Adolfs, so dass die Verhandlungen ergebnislos abgebrochen wurden. Daraufhin sandten die Abodriten nachts Kundschafter ins sächsische Lager, die mit den wagrischen Slawen aus Adolfs Aufgebot Kontakt aufnahmen und von der Sorglosigkeit der Sachsen erfuhren. Unter Außerachtlassung militärischer Grundregeln wurde weder eine Rundumsicherung des Lagers vorgenommen noch eine gerüstete Lagerwache vorgehalten. Obwohl der holsatische Overbode Marcrad I.  die Slawen belauscht und Adolf II. über einen bevorstehenden Angriff auf das Lager unterrichtet hatte, schlug der sächsische Befehlshaber unter völliger Fehleinschätzung der Lage die Warnungen in den Wind.
Am frühen Morgen des 6. Juli 1164 verließen Knappen das sächsische Lager, um zum Hauptheer zurückzukehren und von dort Lebensmittel zu holen. Nachdem sie einen Hügel erklommen hatten, bot sich ihnen im Morgennebel des Kummerower Sees ein erschreckender Anblick: Das kampfbereite slawische Heer, bestehend aus unzähligen Fußkämpfern und einer Vielzahl an Reitern, marschierte in Schlachtordnung auf das Lager zu. Mit lautem Geschrei rannten die Knappen in das Lager zurück und weckten das schlafende Heer. Da die slawische Streitmacht von Süden her anrückte, also aus Richtung Malchow, war eine Flucht zum Hauptheer ausgeschlossen. Im sächsischen Lager war die Verwirrung komplett. Adolf II. von Holstein und Reinhold von Dithmarschen gelang es schließlich, mit einigen wenigen ungerüsteten Holsaten und Dithmarschern der ersten slawischen Angriffswelle entgegenzustürmen und diese aufzuhalten. Dem zweiten Treffen der Abodriten und Pomoranen hingegen vermochten sie nicht mehr standzuhalten. Währenddessen hatten sich die meisten Ritter aus dem Lager geflüchtet und versteckten sich, andere begannen sich abseits zu sammeln. Von dort beobachteten sie, wie Adolf II. und Reinhold gemeinsam mit ihren Kämpfern niedergemetzelt wurden und das zahlenmäßig weit überlegene slawische Heer in das Lager eindrang, in dem nur noch Knappen und vereinzelte sächsische Ritter kämpften, während Pribislaws Truppen und die der mit ihm verbündeten Fürsten in Ansehung des sicheren Sieges bereits mit der Plünderung des Lagers begonnen hatten.
Erst die Hilfeschreie und Vorwürfe der im Lager noch kämpfenden Sachsen bewegten die unschlüssig versammelten Ritter endlich zum Gegenangriff. Unter der Führung Gunzelins von Schwerin und Christian I. von Oldenburg fanden sich etwa 300 Ritter, die in das Lager stürmten und den dort Bedrängten beistanden. Durch das Vorbild dieser Männer ermutigt kam auch der Rest der sächsischen Vorhut aus seinen Schlupflöchern. Es gelang ihnen, die Slawen wieder aus dem Lager zu drängen und ihnen schwere Verluste zuzufügen. Den Angaben Helmold von Bosaus zufolge sollen auf slawischer Seite etwa 2.500 Mann getötet worden sein. Der Rest des slawischen Heeres zog sich zunächst nach Demmin zurück.

## Die Folgen
Als Heinrich der Löwe Verchen erreichte, war die Schlacht bereits beendet. Er hatte 450 seiner Männer verloren und beweinte mit Adolf II. einen seiner engsten Berater. Als er mit seiner Streitmacht weiter nach Demmin zog, hatte das demoralisierte abodritisch-pomoranische Heer die Festung bereits in Brand gesteckt und sich ins Landesinnere zurückgezogen. Ohne des Gegners habhaft werden zu können, zogen Heinrichs Truppen an der Peene entlang weiter bis zum Kloster Stolpe. Dort traf er mit seinem Verbündeten König Waldemar I. zusammen und beendete seinen Kriegszug. Die verfeindeten Fürsten hatten sich das Kloster Stolpe wegen seiner Relevanz im Territorium als Verhandlungsort ausgewählt und unterzeichneten dort den Friedensvertrag. Das Zustandekommen lag sicherlich in dem diplomatischen Geschick des damaligen Stolper Priors Helmvig, der seinerzeit dem Kloster vorstand. Neben der Aufteilung der Kriegsbeute zwischen König Waldemar I. und dem Sachsenherzog Heinrich den Löwen wurde zur Stärkung ihres Bündnisses im Kloster Stolpe zugleich die Verlobung von Waldemars I. Sohn, dem späteren König Knut VI., mit Gertrud, der Tochter Heinrichs des Löwen, beschlossen.
Der pommersche Fürst Bogislaw I. wurde daraufhin Lehnsmann Heinrichs des Löwen und erhielt von ihm Demmin. Er blieb Heinrich dem Löwen bis zu dessen Sturz im Jahre 1181 treu. Kasimir I. erkannte erst später die Oberhoheit Heinrichs an und fiel im Jahre 1180 für dessen Sache. Pribislaw söhnte sich 1167 mit Heinrich dem Löwen aus. Er erhielt daraufhin den größten Teil seines väterlichen Erbes zurück und wurde ein treuer Lehnsmann Heinrichs des Löwen.